# TKA
TKA foi um trio de freestyle/pop formado em 1984 e que foi destaque nos anos 1980 e início de 1990, principalmente na cidade de Nova York e Miami, na Flórida. Seus membros eram Tony Ortiz, Louis "Kayel" Sharpe, e Alejandro "Aby" Escoto, que mais tarde foi substituído por Angel "Love" Vasquez. A sigla TKA representa as iniciais dos nomes dos membros do trio. No início, os membros do grupo teriam afirmado em entrevistas que a sigla significava "Total Knowledge in Action" (Total Conhecimento em Ação). Todos os membros do TKA são de descendência porto riquenha. TKA é conhecido por seus hits, "One Way Love", "I Won't Give Up on You", "Louder Than Love" e "Maria", que chegaram na posição #75, #65, #62 e #44 na Billboard Hot 100.